# Apomecyna leleupi
Apomecyna leleupi là một loài bọ cánh cứng trong họ Cerambycidae.